# Prva Liga 1924
In Prva Liga 1924 werd het tweede seizoen gespeeld van de Prva Liga, de hoogste voetbalklasse van Joegoslavië. Het werd een knockoutfase met 7 teams. Jugoslavija Beograd won het voor de eerste keer.

## Deelnemende clubs
- FK Radnički Sombor
- Građanski Zagreb
- Slavija Osijek
- HNK Hajduk Split
- NK Olimpija Ljubljana
- Jugoslavija Beograd
- FK Famos SAŠK Napredak

## Kwartfinale
| Wedstrijden             | Datum      | Thuisteam             | Score | Uitteam   |
| ----------------------- | ---------- | --------------------- | ----- | --------- |
| 1                       | 07.09.1924 | Jugoslavija Beograd   | 5–2   | Slavija   |
| 2                       | 07.09.1924 | NK Olimpija Ljubljana | 1–3   | SAŠK      |
| 3                       | 07.09.1924 | Hajduk                | 4–4   | Građanski |
| 4 herhaling             | 08.09.1924 | Hajduk                | 5–0   | Građanski |
| FK Radnički Sombor, Bye |            |                       |       |           |

## Halve finale
| Wedstrijden | Datum      | Thuisteam          | Score | Uitteam             |
| ----------- | ---------- | ------------------ | ----- | ------------------- |
| 1           | 21.09.1924 | FK Radnički Sombor | 1–5   | Jugoslavija Beograd |
| 2           | 21.09.1924 | SAŠK               | 1–6   | Hajduk              |

## Finale
| Wedstrijd | Datum      | Thuisteam           | Score | Uitteam      |
| --------- | ---------- | ------------------- | ----- | ------------ |
| 1         | 12.10.1924 | Jugoslavija Beograd | 2–1   | Hajduk Split |

## Topscorer
- Dragan Jovanović heeft 6 doelpunten gemaakt.

1923 · 1924 · 1925 · 1926 · 1927 · 1928 · 1929 · 1930 ·  1931 · 1932 · 1933 · 1934/35 · 1935/36 ·  1936/37 · 1937/38 · 1938/39 · 1939/40 · 1940/41 ·  1941/42 · 1942/43 · 1943/44 · 1944/45 · 1945 · 1946/47 · 1947/48 · 1948/49 ·  1950 · 1951 · 1952 ·  1952/53 · 1953/54 · 1954/55 · 1955/56 · 1956/57 · 1957/58 · 1958/59 · 1959/60 · 1960/61 · 1961/62 · 1962/63 · 1963/64 · 1964/65 · 1965/66 · 1966/67 · 1967/68 · 1968/69 · 1969/70 · 1970/71 · 1971/72 · 1972/73 · 1973/74 · 1974/75 · 1975/76 · 1976/77 · 1977/78 · 1978/79 · 1979/80 · 1980/81 · 1981/82 · 1982/83 · 1983/84 · 1984/85 · 1985/86 · 1986/87 · 1987/88 · 1988/89 · 1989/90 · 1990/91 · 1991/92